# Göran Malmqvist
Nils Göran David Malmqvist (Jönköping, 6 giugno 1924 – 17 ottobre 2019) è stato un linguista, traduttore e sinologo svedese.

## Biografia
Si laureò in linguistica cinese con Bernhard Karlgren all'Università di Stoccolma, dopodiché si perfezionò in Cina. Tornò quindi in Svezia, dove vinse il dottorato di ricerca. Insegnò per sette anni nell'Università Nazionale Australiana, poi nell'Università di Stoccolma. Pubblicò numerosi lavori sull'evoluzione linguistica del cinese mandarino e traduzioni di importanti scrittori cinesi.
Fu eletto all'Accademia svedese l'11 aprile 1985 succedendo nel Seggio numero 5 a Henry Olsson.

## Opere
- Det förtätade ögonblicket: T’ang-lyrik (1965)
- Problems and methods in Chinese linguistics (1964)
- Han phonology and textual criticism (1963)
- Gunnar Martins samling av kinesisk och japansk litteratur (1947)
- 111 nykinesiska satsmönster (1973)
- Nykinesisk grammatik (1973)
- Kinesiska är inte svårt (1974)
- Nykinesisk fonetik (1974)
- Nykinesiska satsmönster (1981)
- Vägar till Kina: Göran Malmqvist 60 år (1984)
- Henry Olsson: Inträdestal i Svenska akademien (1985)
- Bernhard Karlgren: Ett forskarporträtt (1995)
- Nio röster från Taiwan: Modern kinesisk poesi (1999)
- Haiku för ros och oros skull (2002)
- Strövtåg i svunna tider (2005)
- Guldfisken som älskar att sjunga Mozart (2013)

## Premi
- 1984 Kungliga priset
- 2001 Kellgrenpriset